# Jérôme Chenevoy
Jérôme Chenevoy est un ingénieur du son et un monteur son français.

## Filmographie (sélection)
- 2013 : La Vie d'Adèle : Chapitres 1 et 2 d'Abdellatif Kechiche
- 2015 : Papa ou Maman de Martin Bourboulon
- 2016 : La Fille de Brest d'Emmanuelle Bercot
- 2016 : Radin ! de Fred Cavayé
- 2016 : West Coast de Benjamin Weill
- 2016 : Joséphine s'arrondit de Marilou Berry
- 2017 : M de Sara Forestier
- 2017 : Sparring de Samuel Jouy

## Distinctions

### Nominations
- César 2014 : César du meilleur son pour La Vie d'Adèle : Chapitres 1 et 2